# جيسي لينغارد
جيسي إليس لينغارد (مواليد 15 ديسمبر 1992) هو لاعب كرة قدم إنجليزي يلعب في مركز الوسط الهجومي والجناح مع نادي سول في دوري كوريا الجنوبية.

## الإنجازات
مانشستر يونايتد
- كأس الاتحاد الإنجليزي: 2015–16
- كأس رابطة الأندية الإنجليزية المحترفة: 2016–17
- درع المجتمع الإنجليزي: 2016
- الدوري الأوروبي: 2016–17[7]

إنجلترا
- دوري الأمم الأوروبية: 2018–19 المركز الثالث[8]

الإنجازات الفردية
- لاعب الشهر في الدوري الإنجليزي الممتاز: أبريل 2021[9]
- جائزة هدف الشهر في الدوري الإنجليزي الممتاز: أبريل 2021[10]

## روابط خارجية
- جيسي لينغارد على موقع الاتحاد الدولي (مؤرشف)  (الإنجليزية)
- جيسي لينغارد على موقع الاتحاد الأوربي (الإنجليزية)
- جيسي لينغارد على موقع دوري كوريا الجنوبية (الإنجليزية)
- جيسي لينغارد على موقع إي إس بي إن إف سي (الإنجليزية)
- جيسي لينغارد على موقع قاعدة بيانات كرة القدم.إي يو (الإنجليزية)
- جيسي لينغارد على موقع ليكيب (الفرنسية)
- جيسي لينغارد على موقع ناشيونال فوتبول تيمز (الإنجليزية)
- جيسي لينغارد على موقع Soccerbase.com (لاعب) (الإنجليزية)
- جيسي لينغارد على موقع Soccerway.com (الإنجليزية)
- جيسي لينغارد على موقع عالم كرة القدم.نت (الإنجليزية)